# Sainte-Eulalie-d'Eymet
Sainte-Eulalie-d'Eymet là một xã, nằm ở tỉnh Dordogne vùng Aquitaine của Pháp. Xã này có diện tích 6,72 km², dân số năm 2005 là 72 người. Xã nằm ở khu vực có độ cao trung bình 82 m trên mực nước biển.

## Thông tin nhân khẩu
| Năm    | 1962 | 1968 | 1975 | 1982 | 1990 | 1999 | 2005 |
| ------ | ---- | ---- | ---- | ---- | ---- | ---- | ---- |
| Dân số | 135  | 105  | 98   | 93   | 79   | 77   | 72   |